# Lingua atakapa
L'atakapa (nome nativo: Ishak-koi) è una lingua isolata estinta nativa del sud-ovest della Louisiana e delle adiacenti coste orientali del Texas. Era parlata dagli Atakapa (o Ishak, traduzione in lingua di "popolo"). Si estinse all'inizio del XX secolo.

## Variazione diatopica
Secondo Swanton (1929) e Goddard (1996), l'atakapa si può dividere in dialetti orientali e occidentali. L'atakapa orientale è conosciuto grazie a un glossario francese-atakapa di 287 lemmi, compilato nel 1802 da Martin Duralde. I parlanti che egli intervistò vivevano nella zona più ad est del territorio atakapa, attorno a Poste des Attakapas (Saint Martinville) — oggi Franklin, Louisiana.
L'atakapa occidentale è la varietà meglio attestata. Nel 1885, Albert Gatschet raccolse delle parole, frasi e parti di testo dagli ultimi parlanti nativi (Louison Huntington, Delilah Moss, Teet Verdine e Armojean Reon) a Lake Charles. Inoltre, nel 1721, Jean Béranger compilò un piccolo vocabolario da alcuni parlanti tenuti prigionieri nella baia di Galveston. John Swanton affermò che il vocabolario di Béranger apparteneva in realtà alla lingua akokisa, parlata da una popolazione più nell'entroterra rispetto alla baia, ma i fatti per supportare tale ipotesi sono insufficienti.

## Fonologia

### Vocali
L'atakapa ha 5 vocali descritte da Swadesh (1946). La quantità vocalica non è distintiva.
|        | Anteriore | Centrale | Posteriore |
| ------ | --------- | -------- | ---------- |
| Chiusa | i         |          | u          |
| Media  | e         |          | o          |
| Aperta |           | a        |            |

### Consonanti
Secondo Morris Swadesh (1946), l'atakapa ha le seguenti consonanti:
|             | Labiali | Dentali | Alveolari | Palatali | Velari | Glottidali |
| ----------- | ------- | ------- | --------- | -------- | ------ | ---------- |
| Occlusiva   | p       | t       |           | c [ts]   | k      |            |
| Nasale      | m       | n       |           |          | ŋ      |            |
| Fricativa   |         |         | ł [ɬ]     | š [ʃ]    |        | h          |
| Approximant | w       |         | l         | y [j]    |        |            |

Il fonema /ŋ/ è realizzato come [k] quando termina una sillaba. Swadesh, inoltre, nota che /m/ è spesso realizzato come [n] o [ŋ] in fine di parola nel caso di alcuni aggettivi, ma "variazioni irregolari dell'ortografia [di Gatschet]" gli impedirono di trarre ulteriori conclusioni. Inoltre, non è chiaro se /n/ sia effettivamente un fonema distinto da /ŋ/; se così fosse, afferma Swadesh, le parole con /n/ finali entrarono nella lingua senz'altro in un periodo tardo. 
I gruppi consonantici di un'occlusiva seguita da sibilante (a loro volta derivati da epentesi di una vocale) sono solitamente contratti in /c/. Per esempio, kec-k ("fegato") proviene da *keks, a sua volta da *kekesi dopo epentesi e caduta della vocale finale, che è la reduplicazione di *kesi. Tuttavia, vi sono parole in cui appare un suffisso -kš, il che suggerisce che la contrazione fosse un fenomeno che aveva agito in un periodo precedente.

### Struttura sillabica e accento
La tipica sillaba atakapa ha una struttura CVC. Swanton (1929) osserva che i gruppi di più di due consonanti sono rari nella lingua. Analizzando i dati di Gatschet, concluse che i gruppi consonantici, di qualsiasi lunghezza, non sono ammessi nell'attacco, ma lo sono nella coda.
L'accento è "soltanto un prodotto meccanico dei ritmi delle frasi" in atakapa; generalmente, è la prima sillaba di un'espressione ad essere accentata.

## Morfologia
L'atakapa è una lingua in larga parte agglutinante, in parte polisinteticale non-concatenativa. Questo significa che la lingua accumula (soprattutto sul complesso verbale) diversi affissi per esprimere locativi, tempi, aspetti, modi, valenze, persone e numeri (sia del soggetto che dell'oggetto), assemblati in un ordine piuttosto specifico. La persona è una delle poche caratteristiche dove la lingua si mostra fusiva, indicando in un solo morfema persona e numero. I nomi hanno pochi suffissi, e tendono a riceverne solo uno alla volta.
La lingua tende a marcare, nei sintagmi, le teste; tuttavia, la reduplicazione di una radice aggettivale è classificata come marcamento di un dipendente, dato che spesso esprime che il sostantivo descritto è plurale.
1. shāk tōl "good man"
2. shāk tōltōl "good men"

### Morfologia pronominale
I pronomi oggetto sono prefissati al verbo, mentre i soggetto sono suffissati. Ogni pronome ha anche delle forme indipendenti: nella prima persona singolare e plurale, tale forme appare diversa dagli affissi, mentre nella seconda e terza la correlazione è visibile.
Il genere grammaticale sembra non esistere in atakapa, anche se è stato mostrato che esiste nelle lingue vicine, come il chitimacha.
La seguente tabella di forme pronominali è da Swanton (1919).
| Numero    | Persona       | Indipendente | Oggetto | Soggetto                    |
| --------- | ------------- | ------------ | ------- | --------------------------- |
| Singolare | 1             | wi           | hi-     | -ō                          |
| Singolare | 2             | na           | na-, n- |                             |
| Singolare | 3             | ha           | ha-     |                             |
| Singolare | Indeterminato | hi-          |         |                             |
| Plurale   | 1             | yūkit        | ic-     | -tse                        |
| Plurale   | 2             | nakit        | nak-    | -tem                        |
| Plurale   | 3             | hakit        | hak-    | -ūl, -ti (con intransitivi) |

Inoltre, Swanton annotò l'esistenza di un prefisso riflessivo, hat-, e di un prefisso reciprocativo, hak-.  Tuttavia, la forma riflessiva potrebbe trattarsi di un circonfisso anziché un prefisso: Kaufman cita l'esempio hat-yul-šo ("paint themselves"), dove sia hat- che -šo indicano riflessività.

### Morfologia nominale
Vi sono vari modi per esprimere la pluralità in atakapa:
1. suffissazione al nome di -heu ("tanti")
2. prefissazione al nome di šak- (per indicare un plurale indefinito)
3. reduplicazione di un aggettivo che accompagni il nome
4. uso del suffisso pluralizzante nell'aggettivo o verbo che accompagnino il nome

Secondo Swanton (1919), in atakapa esiste anche un affisso nominalizzatore, -nen o -nan.

### Morfologia verbale
L'ordine completo dei morfemi del complesso verbale è:
1. Prefisso pronominale oggetto
2. Prefissi locativi (se permessi)
3. Radice verbale
4. Suffisso plurale -m o usitativo -u (se permessi)
5. Suffisso infinitivale o enfatico -c (se permesso)
6. Suffisso futuro -ti (se permesso)
7. Suffissi aspettuali: continuativo -k, intenzionale -n, ecc. (se permessi)
8. Suffisso assertivo: -š (se permesso)
9. Suffisso pronominale soggetto
10. Suffissi temporali: passato perfettivo -at, passato imperfettivo -hinst (se permessi)
11. Negazione (se permessa)

Non è chiaro se esista effettivamente una classe distinta di verbi ausiliari; la differenza tra una costruzione di radice+ausiliare e due verbi in costruzione seriale non è ben marcata.
Inoltre, non c'è menzione del suffisso assertivo -š nei lavori di Swanton; Kaufam (2014) lo deriva proponendo un'analogia col Chitimacha.

#### Verbi seriali
La serializzazione verbale in atakapa è un processo produttivo.
1. pam-nima (lit. "picchiare-morire"): picchiare a morte.
2. ta-wat-ten (lit. "alzarsi-venire-parlare"): pregare.

## Sintassi
L'atakapa ha un rigido ordine SOV. Se i verbi si trovano normalmente in fine di frase, è frequente che le apposizioni, o anche le proposizioni subordinate seguano il verbo della proposizione principale. I suffissi -ne e -n sono usati per indicare la subordinazione di una proposizione alla principale, come in tsanuk micat penene ("diede un cavallo [per curarla]").
Con qualche eccezione, gli aggettivi seguono i nomi descritti. Gli avverbi seguono nomi e aggettivi, ma precedono i verbi.

### Caso
L'atakapa indica soltanto il locativo. Esistono quattro suffissi, oltre a una serie di posposizioni locative. Tali suffissi e posposizioni possono essere poste dopo nomi, aggettivi e dimostrativi.
- -kin, the most frequently-occurring suffix, expresses the sense of English "in" or "on," as in nun-kin tōhulāt ("they lived in villages").
  - -ki (occasionally -ke) occurs in similar contexts.
- -ip corresponds roughly to English "at," and is very commonly used with nē, "down," to form nēp, "below."
- -ik generally parallels English "with," as in hatyūlcō nōhik ("they painted themselves with red").

### Incorporazione nominale
Swanton (1919) afferma che l'incorporazione avviene in atakapa, ma non ne fornisce esempi.

### Deissi
In atakapa, tre dimostrativi assumono valore deittico:
1. ha o a, "questo" — in copresenza col parlante.
2. ya, lontano dal parlante.
3. ma, ancora più lontano dal parlante.

## Legami genealogici
Anche se è considerata isolata, ci sono stati tentativi di collegare la lingua con altre parlate della regione. Nel 1919 John R. Swanton propose una famiglia tunicana, che raggruppava atakapa, tunica e chitimacha; Morris Swadesh avrebbe poi scritto lavori sui collegamenti tra atakapa e chitimacha. Mary Haas poi ampliò la proposta aggiungendo anche il natchez e le lingue muskogean, ipotizzando una famiglia di lingue del Golfo. Queste famiglie ipotizzate non sono poi state dimostrate. Le somiglianze tra atakapa e chitimacha, in particolare, sarebbero riconducibili a periodi di "stretto contatto [tra i parlanti delle due lingue] favoriti dalla loro vicinanza geografica."